# A Emparedada da Rua Nova
A Emparedada da Rua Nova é uma obra do escritor brasileiro Carneiro Vilela (1846-1913) e também uma lenda urbana recifense.
É um romance histórico, um livro mítico da literatura naturalista pernambucana. Relata o caso de uma jovem burguesa, engravidada pelo namorado, e que foi emparedada viva em seu próprio quarto, a mando de seu pai, o abastado comerciante Jaime Favais, para encobrir a vergonha familiar e preservar-lhe a honra. O crime teria sido cometido num sobrado na Rua Nova, onde hoje está localizado um prédio que, segundo o neto do escritor, tem o número 200. A obra foi editada em folhetim no Jornal Pequeno, entre 1909 e 1912, depois transformada em livro.
A história acabou se tornando polêmica e envolta em mistério. Os recifenses mais antigos acreditam que o romance conta realmente um crime que poderia ter acontecido. Não se sabe realmente se o caso é verídico ou se tudo não passou de imaginação do infatigável escritor pernambucano. Vilela teve forte envolvimento na questão religiosa que sacudiu o final do Império e seus escritos têm um forte tom anticlerical, que se ressalta n'A Emparedada, quando critica de forma acerba os colégios de freiras e diversas associações católicas.
O romance retrata com vivacidade a sociedade recifense da segunda metade do século XIX, apresentando uma série de cenas em que aparecem os costumes, as festividades, o casamento, a condição feminina, o lazer, a escravidão, a marginalidade e outros aspectos importantes da cultura local.
Esse livro foi reeditado pela Companhia Editora de Pernambuco.

## Relatos dos moradores
Há relatos de pessoas que passaram ao lado do casarão à noite, onde supostamente a moça foi emparedada. Elas dizem ter ouvido a voz de uma mulher pedindo socorro, alguns barulhos de cadeado sendo arrastado pelo chão e fortes pisadas.

## Adaptação para a TV
A história inspirou George Moura, Sérgio Goldenberg, Flávio Araújo e Teresa Frota a escreverem a minissérie Amores Roubados, exibida em dez episódios pela Rede Globo em janeiro de 2014.
5 anos depois, a história ganha uma nova versão chamada Jugar Con Fuego, que estreou em janeiro de 2019 na Telemundo, adaptado por Julia Montejo e José Luis Acosta.

### bibliografia
- COUTINHO, Afrânio; SOUSA, J. Galante de. Enciclopédia de literatura brasileira. São Paulo: Global.
- LIMA, Fátima Maria Batista de. Um Olhar sobre a Cidade n’A Emparedada da Rua Nova de Carneiro Vilela. Recife: Dissertação de Mestrado em Teoria da Literatura UFPE, 2005.
- PESSOA, Ângelo Emílio da Silva . Sociologia da hipocrisia ou breves considerações sobre um centenário romance recifense: A emparedada da rua nova. Saeculum (UFPB), v. 20, p. 34-48, 2009. (disponível em https://web.archive.org/web/20100920093217/http://www.cchla.ufpb.br/saeculum/saeculum20_dos03_pessoa.pdf)
- VILELA, Carneiro. http://www.cepe.com.br/lojacepe/index.php/livros/a-emparedada-da-rua.html